# Clain
Clain – rzeka we Francji, przepływająca przez tereny departamentów Charente oraz Vienne, o długości 144,3 km. 
Clain przepływa przez miasto Poitiers, a uchodzi do rzeki Vienne w Châtellerault.